# Sokil, Camenița
Sokil (în ucraineană Сокіл) este localitatea de reședință a comunei Sokil din raionul Camenița, regiunea Hmelnîțkîi, Ucraina.

## Demografie
Componența lingvistică a localității Sokil
     Ucraineană (98,19%)
     Rusă (1,11%)
     Alte limbi (0,56%)
Conform recensământului din 2001, majoritatea populației localității Sokil era vorbitoare de ucraineană (98,19%), existând în minoritate și vorbitori de rusă (1,11%).